# Тинівка чорногорла
Тині́вка чорногорла (Prunella atrogularis) — вид горобцеподібних птахів родини тинівкових (Prunellidae).

## Поширення
Вид поширений в Уральських та Алтайських горах, в Тянь-Шані. Взимку мігрує до Афганістану, Пакистану, Непалу. Випадкові бродячі птахи спостерігалися в Західній Європі.

## Опис
Птах завдовжки 13-14 см, вагою 17-22 г. Спина темно-коричнева. Голова, лице та горло чорні. Надбрівна смуга біла або вохряна. Груди блідо-помаранчеві. Черево біле.

## Спосіб життя
Живе у гірських хвойних лісах. У репродуктивний період живиться комахами, під час міграцій та взимку — насінням. Сезон розмноження триває з травня по серпень. Чашоподібне гніздо будує серед гілок дерев. У гнізді 3-5 синіх яєць.